# (14316) Higashichichibu
(14316) Higashichichibu (1977 ES7) – planetoida z pasa głównego asteroid okrążająca Słońce w ciągu 5,74 lat w średniej odległości 3,21 j.a. Odkryta 12 marca 1977 roku.